# Ján Oliva
Ján Oliva (14. června 1903 Holíč – 12. června 1982 Praha) byl slovenský a československý bankéř, politik Komunistické strany Slovenska a poslanec Prozatímního Národního shromáždění.

## Biografie
Narodil se v Holíči jako syn Jána Olivy a Marie, rozené Pukančíkové. Angažoval se v evangelické církvi augsburského vyznání na Slovensku. Zúčastnil se prvního sjezdu evangelické mládeže v Liptovském Svätém Mikuláši. Pracoval jako bankéř. Roku 1925 začínal coby účetní úředník v Bance československých legií v Bratislavě. Od roku 1927 působil v Národní bance Československé, kde postupně zastával různé posty. Po vzniku samostatného Slovenského státu se stal v dubnu 1939 pracovníkem slovenské centrální banky jako náměstek přednosty ústřední účtárny. Vedl rovněž kontrolní službu banky. Za druhé světové války se podílel na domácím odboji. Po obnově Československa se stal členem dočasné správy Národní banky Československé, od ledna 1946 náměstkem vrchního ředitele obchodní správy této banky v Praze a viceguvernérem banky. V roce 1947 byl jmenován prvním místopředsedou Likvidačního fondu měnového.
V letech 1945–1946 byl poslancem Prozatímního Národního shromáždění za KSS. V parlamentu setrval do parlamentních voleb v roce 1946. Později po vzniku Státní banky československé zastával post ředitele emisní a pokladniční správy, vedoucího odboru 41 (odbor drahých kovů) a později vedoucího odboru kontroly mzdových fondů. 1. července 1955 byl odsouzen na šest let odnětí svobody v souvislosti s uvolňováním vázaných vkladů po roce 1945. V roce 1969 byl rehabilitován. Zemřel v Praze, ale urna s jeho popelem byla uložena ve Švýcarsku.